# Wang Manli
Wang Manli (王曼丽S, Wáng MànlìP; Mudanjiang, 17 marzo 1973) è un'ex pattinatrice di velocità su ghiaccio cinese.

## Palmarès

### Olimpiadi
- Argento a Torino 2006 nei 500 metri.

### Mondiali
- Oro a Seul 2004 nei 500 metri.
- Oro a Inzell 2005 nei 500 metri.
- Argento a Berlino 2003 nei 500 metri.
- Argento a Heerenveen 2006 nello sprint.

### Giochi asiatici invernali
- Oro a Harbin 1996 nei 500 metri.
- Oro a Aomori 2003 nei 500 metri.
- Argento a Aomori 2003 nei 1000 metri.
- Bronzo a Kangwon 1999 nei 500 metri.